# Lydia Besbes
Pour les articles homonymes, voir Besbes.
Lydia Besbes, née le 9 août 1993, est une karatéka algérienne. Elle a remporté la médaille d'or en kumite moins de 50 kg et en kumite par équipe aux Jeux africains de 2015 à Brazzaville.